# Ragazza, donna, altro
Ragazza, donna, altro è l'ottavo romanzo dell'autrice britannica Bernardine Evaristo, pubblicato per la prima volta nel 2019 dalla casa editrice Hamish Hamilton (oggi Penguin books). L'opera racconta le vite di dodici donne di diverse età, con diversa estrazione sociale e culturale e diverso orientamento sessuale, vissute in Inghilterra dai primi del '900 agli anni 2000. Il romanzo ha ottenuto diversi riconoscimenti, tra cui il Booker Prize nel 2019, a pari merito con I testamenti di Margaret Atwood; il British Book Awards nel 2020 come miglior romanzo e miglior autrice dell'anno.

## Trama
Il libro racconta la vita di dodici donne, dai 19 ai 93 anni, che hanno vissuto in Inghilterra dai primi del '900 agli anni 2000, intrecciate tra loro da legami di parentela, amicizia o esperienze di vita. L'opera si presenta come un romanzo corale, suddiviso in quattro sezioni, ciascuna delle quali ha come protagoniste tre donne.  
A prevalere nel romanzo sono alcuni temi di rilevanza politica e sociale: la femminilità, le radici afroamericane e l'essere donne nere in Inghilterra, l'omosessualità, la violenza, la migrazione, la maternità. I temi della femminilità rappresentano il tratto peculiare del libro, tuttavia sono presenti e ben descritti anche i personaggi maschili che affiancano le dodici protagoniste.
Il libro inizia con Amma, una delle protagoniste, che presenta lo spettacolo teatrale di cui è autrice che andrà in scena di lì a poco: L’ultima amazzone del Dahomey. Il tema dello spettacolo viene ripreso nell'ultimo capitolo, che è ambientato durante la serata della prima al National Theatre di Londra, in cui i protagonisti descritti lungo tutto il testo si ritrovano (pur non conoscendosi  necessariamente tra loro).

## Il testo
Ragazza, donna, altro è scritto come un flusso di pensieri, senza punteggiatura, ad eccezione delle virgole, e senza lettere maiuscole all'inizio dei paragrafi. 
L'edizione italiana, tradotta da Martina Testa, è di 523 pagine. 

## Personaggi
1. Amma - regista e autrice teatrale, lesbica e attivista femminista
2. Yazz - figlia di Amma, studentessa al college
3. Dominique - amica ed ex-compagna di Amma
4. Carole - donna in carriera nel mondo degli affari
5. Bummi -  madre di Carole, di origini nigeriane, al comando di un’impresa di pulizie
6. LaTisha - donna con tre figli da tre uomini diversi di cui si racconta l'adolescenza tormentata
7. Shirley - insegnante, molto amica di Amma dai tempi delle scuole medie
8. Winsome - madre di Shirley
9. Penelope - insegnante, collega di Shirley, madre di due figli separata
10. Megan/Morgan - personaggio di cui nel libro si racconta il percorso per arrivare a definire la sua identità sessuale, non-binaria
11. Hattie - nonna di Megan/Morgan, donna anziana di 93 anni
12. Grace - madre di Hattie